# Unité 101

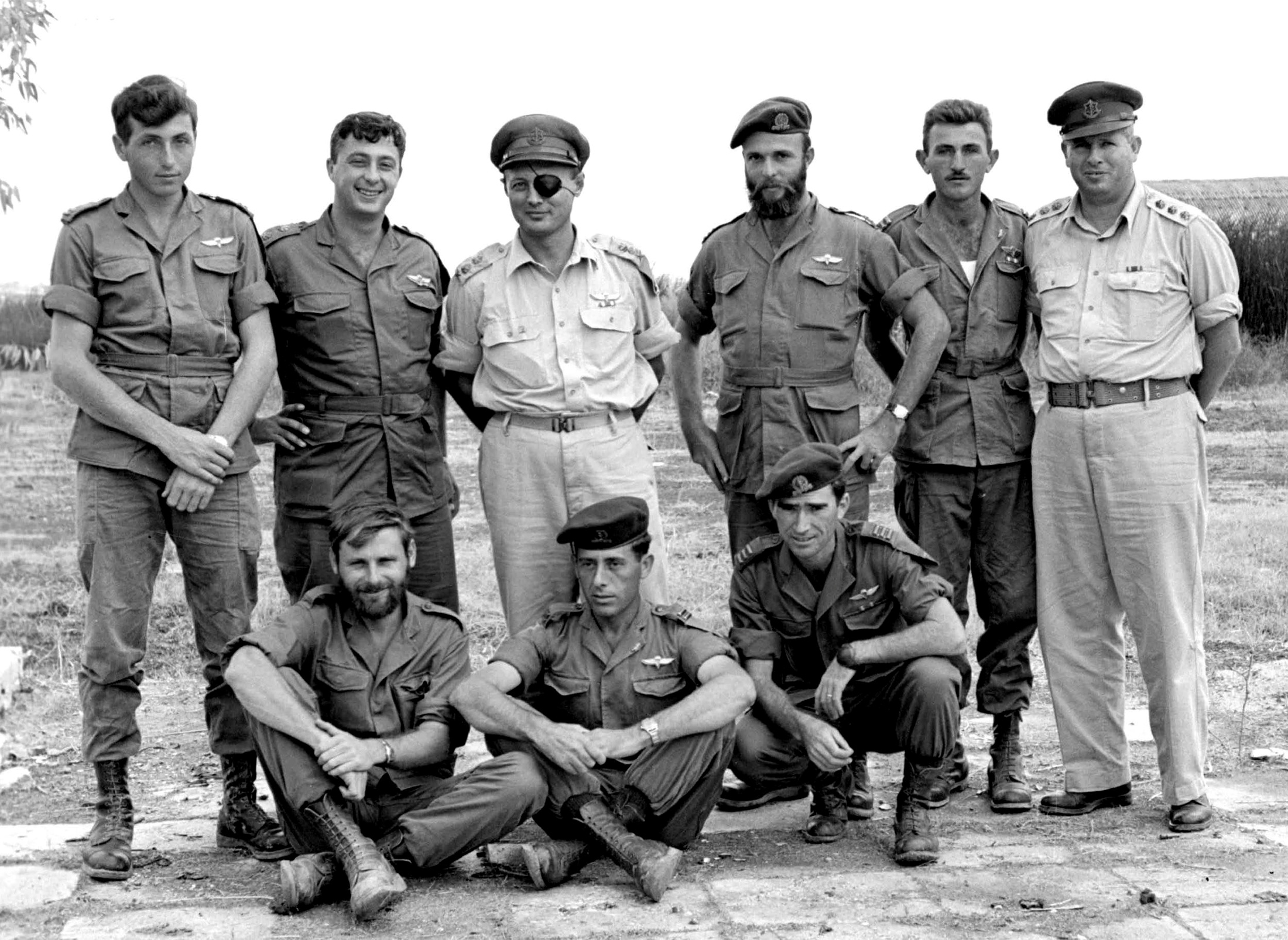
1955 - Membres de l'unité 101 après son intégration dans le de parachutistes. De gauche à droite et haut en bas : lieutenant Meir Har-Zion - major Arik Sharon - lieutenant-général Moshe Dayan (chef d'État-Major) - capitaine Dani Matt - lieutenant Moshe Efron - major-général Asaf Simchoni - capitaine Aharon Davidi - lieutenant Ya'akov Ya'akov - capitaine Raful Eitan

L’unité 101 est la première unité de forces spéciales de l'histoire de l'armée israélienne. L'unité, qui exista entre le 28 août 1953 et janvier 1954, avait pour but de mener des opérations de représailles à l'encontre des terroristes , après une série de raids contre les civils israéliens. Elle était dirigée par Ariel Sharon et placée sous les ordres directs du Premier ministre israélien David Ben Gourion. Même si l'unité 101 connut d'incontestables succès dans la lutte contre les combattants palestiniens, elle ne parvint cependant pas à empêcher la poursuite de leurs opérations.
L'action la plus connue de l'unité 101 est l'opération Shoshana (également connue en tant que massacre de Qibya) au cours de laquelle 70 civils palestiniens moururent, le 12 octobre 1953.

## Contexte
À partir d'avril 1951, les colonies agricoles israéliennes proches de la ligne de cessez-le-feu sont attaquées de manière répétée par les Syriens. Dans le même temps, les infiltrations palestiniennes en provenance de Gaza, de Cisjordanie et du Liban se multiplient. Toutes les mesures prises par Israël (établissement de nouvelles colonies le long des frontières), la Jordanie et l'Égypte (qui essayent de se conformer aux accords d'Armistice de 1949) ne parviennent pas à empêcher les opérations palestiniennes. Entre avril 1951 et l'automne 1952, 182 civils israéliens trouvent la mort. À la suite de protestations auprès de la commission d'armistice des Nations unies restées sans effet, David Ben Gourion autorise l'armée à mener des représailles contre les Palestiniens.
En 1952, le roi Farouk Ier d'Égypte est déposé à la suite d'un coup d'État militaire mené par un groupe d'officiers. L'un d'entre eux, le colonel Nasser, prend le pouvoir. Rapidement, il entend devenir la figure de proue du nationalisme arabe. Dès 1953, l'Égypte soutient le mouvement palestinien et envoie des combattants palestiniens infiltrer Israël. En dépit de mesures défensives, Tsahal ne parvient pas à empêcher les infiltrations. L'armée israélienne procède alors à des opérations offensives : elle attaque les villages palestiniens mais les troupes régulières israéliennes sont peu adaptées pour conduire ce genre de missions. Lors d'une attaque contre le village palestinien de Falameh entre les 25 et 28 janvier 1953, un bataillon d'infanterie perd plusieurs fois son chemin, se trompe de cible en attaquant un village israélien, puis après avoir engagé le combat avec quelques combattants palestiniens de la Garde nationale jordanienne, se retire rapidement en raison des quelques pertes qu'il compte. À la suite de cet échec cinglant et devant l'inefficacité des raids israéliens, de nombreuses mesures sont prises par l'état-major, parmi lesquelles la fondation de l'unité 101.

## Activités
L'unité 101 est fondée le 28 août 1953 par Mordechaï Makleff, chef d'état-major de l'armée israélienne, afin de mener des opérations de représailles contre les palestiniens. Le réserviste Ariel Sharon est rappelé au service actif avec le rang de major et choisi pour commander l'unité 101 qui compte selon les sources entre 20 et 50 hommes,, venant essentiellement de l'unité 30 et T'zanhanim. Ariel Sharon recrute alors les meilleurs soldats israéliens.
L'unité, spécialisée dans l'infiltration silencieuse et le combat nocturne, agit essentiellement sur la ligne verte et dans la bande de Gaza. Elle mène des opérations de représailles contre les Palestiniens, notamment les civils. Elle élimine des combattants palestiniens et enlève des officiers jordaniens, égyptiens et syriens en territoire ennemi afin de les échanger par la suite. Comme souvent dans les unités de forces spéciales, ses hommes ont à disposition un grand choix d'armes. En raison de la nature potentiellement controversée de leurs actions, les hommes de l'unité 101 ne portent ni uniforme, ni insignes afin qu'ils ne puissent être assimilés à l'armée israélienne.

### Opération à El-Bureij
Immédiatement après sa fondation en 1953, l'unité entreprend une série d'opérations de représailles visant des bases et des villages qui servent de bases pour des infiltrations[réf. nécessaire]. Lors de l'une de ses premières missions, l'unité attaque un camp de réfugiés à El-Bureij dans la bande de Gaza. La mission vise le colonel Mustafa Hafez[réf. nécessaire], le chef des services de renseignement égyptiens dans la bande de Gaza (alors sous domination égyptienne). Les Israéliens pensent qu'il est responsable d'un grand nombre d'infiltrations violentes en Israël[réf. nécessaire]. Selon d'autres sources, cette opération a uniquement pour but d'exercer des représailles contre les Palestiniens. L'officier de l'ONU sur place, le major-général Vagn Bennike, décrit l'opération israélienne : 
« Des grenades à main furent lancées à travers les vitres des cabanes où les réfugiés dormaient, et ceux qui fuirent furent attaqués à l'arme légère et l'arme automatique. »

### Opération Shoshana

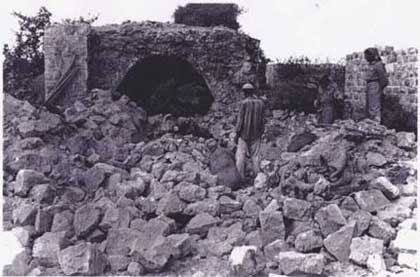
Kibiah après l'opération Shoshana

En octobre de la même année, une femme israélienne et ses deux enfants sont tués par des partisans arabes. L'unité 101 reçoit alors l'ordre de mener une opération de représailles contre le village jordanien de Kibiah qui abrite une position de la Légion arabe. L'unité 101 et des parachutistes attaquent le village le 12 octobre en utilisant une méthode similaire à celle employée à Ei-Bareij. 70 civils palestiniens (en majorité des femmes et des enfants) furent tués dans l'opération,.
La scène est décrite par des observateurs des Nations unies arrivés sur place deux heures après la fin de l'opération :
« Des corps criblés de balles étendus près du seuil des habitations et de nombreux impacts de balles sur les portes des maisons détruites indiquaient que les habitants avaient été forcés à rester à l'intérieur jusqu'à ce que leurs maisons fussent démolies sur eux.... Les différents témoins décrivaient de façon consistante la nuit d'horreur qu'ils venaient de vivre, durant laquelle des soldats israéliens avaient pénétré dans leur village en détruisant les bâtiments, faisant feu à travers les portes et les fenêtres à l'arme automatique et en jetant des grenades à main. »
L'attaque sur Kibiah est largement condamnée, mais Moshe Dayan, alors chef des opérations à l'état-major israélien, couvre Ariel Sharon en raison de l'efficacité que l'unité connait par ailleurs. Elle incite cependant les dirigeants israéliens à interdire à Tsahal de cibler des civils à l'avenir[réf. nécessaire].

## Dissolution de l'unité
En janvier 1954, l'unité 101 est intégrée dans le 890e bataillon parachutiste dont Ariel Sharon prend le commandement. Le bataillon continue à conduire les actes de représailles israéliens contre les Palestiniens et les Arabes. Cependant, les activités de l'unité se limitent aux cibles militaires. En particulier, une vingtaine d'attaques sont menées en 1955-1956, jusqu'au raid d'octobre 1956 contre la police de Qalqilya (opération Shomron) - une bataille contre une position tenue par la Légion arabe dans un des anciens forts de la police britannique lors de laquelle 18 soldats israéliens et une centaine d'arabes périssent[réf. nécessaire].
En 1956, l'unité 202 (renommée l'année suivante 202e brigade parachutiste) est créée afin de rassembler les troupes parachutistes israéliennes, parmi lesquelles le 890e bataillon.

## Perspective
L'unité 101 est la première unité de forces spéciales de l'armée israélienne. Elle a eu une forte influence sur l'évolution ultérieure de l'infanterie israélienne. C'est aussi la première unité à avoir reçu ses ordres directement du chef d'état-major de l'armée israélienne.
Amnon Lipkin-Shahak, chef d'état-major de Tsahal dans les années 1990, déclare en 1998 que 
« l'unité 101 constitue un chapitre important de l'histoire de la sécurité du pays parce que l'esprit de cette unité est ce qui fait la force de l'armée israélienne, même aujourd'hui. »

## Membres
- Ariel Sharon
- Meir Har-Zion (en)
- Mordechai Gur (en)
- Raful Eitan
- Shlomo Baum (en)
- Shimon Katcha Kahaner
- Yitzhak Ben Menahem surnommé « Gulliver » du fait de sa haute taille
- Yosselé Regev
- Zéévele Amit
- Dani Matt (en)

### Sources
- Pierre Razoux, Tsahal - Nouvelle histoire de l'armée israélienne, 2006 [détail de l’édition]